# Anne-Marie Philipe
Pour les articles homonymes, voir Philip et Philipe.
Ne doit pas être confondu avec Anne Philipe.
Anne-Marie Philipe, de son vrai nom Anne-Marie Philip, née le 21 décembre 1954 à Boulogne-Billancourt, est une comédienne et femme de lettres française, auteur de littérature pour la jeunesse.

## Biographie

### Enfance
Anne-Marie Philip naît le 21 décembre 1954, à Boulogne-Billancourt, dans les Hauts-de-Seine, fille de Gérard Philipe (1922-1959), acteur et réalisateur, et d'Anne Philipe (1917-1990), écrivain, ethnologue et éditrice. Elle est l'aînée de son frère Olivier qui voit le jour le 9 février 1956.
Elle a presque cinq ans à la mort de son père.
Elle passe son enfance 17,rue de Tournon, au pied du Sénat, à Paris. Ses parents avaient fait également l'acquisition d'une grande maison bourgeoise à Cergy, traversée par l'Oise et avaient hérité d'une ferme entourée de vignes, à Ramatuelle. Elle fréquente le Père Castor puis l'Ecole Alsacienne. Elle obtient un bac scientifique au lycée Fénélon à 16 ans.
À propos de son enfance Anne-Marie déclare[réf. souhaitée] : « À moi, mon père m'a donné la connaissance très tôt, du vide, le sentiment brutal de la solitude, la conscience de l'inconnu, mais aussi le souvenir de la vieille Ford qui nous emportait chaque jour vers la plage et sentait le vieux cuir. [...] Du carrelage noir et blanc et froid de ma chambre à Paris. De l'odeur de l'herbe et du brouillard à Cergy. »

### Théâtre
Anne-Marie Philipe se passionne pour la biologie moléculaire mais suit en même temps des cours de théâtre chez Jean Périmony. Elle décide finalement de devenir comédienne. Elle entre dans la compagnie Renaud-Barrault au théâtre d'Orsay dès la fin de ses cours et débute aussitôt sur les planches dans "Harold et Maud", aux côtés de Madeleine Renaud.
Elle joue l'infante du Cid, la reine dans Ruy Blas, ainsi que dans L'Annonce faite à Marie de Paul Claudel, dans L'Alouette de Jean Anouilh et dans des pièces plus contemporaines, comme Lundi, 8h.

### Cinéma
Anne-Marie Philipe commence également tôt en tant qu'actrice pour l'écran: son premier rôle reconnu est celui de Mademoiselle Varthon dans La Vie de Marianne en 1976. Puis elle enchaîne les rôles dans La Maison des autres en 1977, Mazarin en 1978...
Elle tourne dans plus de cent ﬁlms sous la direction, entre autres, de Josée Dayan, Michel Drach, Tony Gatlif, Lina Wertmuller, Yves Robert, Patrice Leconte, Bertrand Tavernier, Véra Belmont. Elle joue des rôles de bourgeoise, comme dans Guy de Maupassant où elle incarne la comtesse Potocka, ou dans La Veuve de Saint-Pierre, où elle est la femme du gouverneur ; elle incarne souvent des femmes de tête, mais sa filmographie est assez diversifiée : elle côtoie, tout au long de ses films, tous les acteurs connus de plusieurs générations.
Anne-Marie Philipe est à l'origine de plusieurs rétrospectives consacrées à son père . Elle a ainsi initié une grande exposition à la BNF sur son père en 2003. Elle est également présente à l'ouverture de centres qui portent le nom de Gérard Philipe .
Elle accompagne actuellement la réhabilitation de la Maison de son enfance à Cergy qui abritera un lieu mémoriel et touristique, de création et d'éducation populaire, intégrant l'histoire agricole de la ville: La Maison Anne et Gérard Philipe.
En 2014, elle ouvre son propre cours de théâtre: l'Atelier des Déchargeurs.Elle emmène ses élèves en résidences à Deauville et les met en scène au théâtre du Casino dans ses adaptations de César et Rosalie, Jules et Jim ou les Liaisons Dangeureuses (qu'elle donne aussi au Chêne Noir à Avignon en 2015).

### Équitation et écriture
A 45 ans, elle rencontre son cheval, Danseur, qui a alors 4 ans, et aborde avec lui la Haute École au cadre Noir de Saumur et auprès de Michel Henriquet ou Eric Augereau. Elle imagine ensuite d’écrire des livres pour les jeunes et de raconter les histoires de Danseur, son incroyable cheval : 14 albums des aventures de Danseur seront publiés chez Gallimard Jeunesse. Danseur meurt en septembre 2021, elle quitte la Haute Ecole.
En 2008 elle annote et publie la Correspondance 1946-1978 qui retrace l'amitié entre le couple Philipe et le poète Georges Perros grâce à leurs échanges épistolaires, Jérôme Garcin signe la préface. Perros et Philipe s'étaient connus au Conservatoire en 1944.

### Vie privée
Elle partage sa vie entre la Normandie et Paris. Elle est mariée depuis 1979 à Jérôme Garcin, journaliste littéraire et écrivain. Ils ont trois enfants, Gabriel, Jeanne et Clément.
Après avoir longtemps souffert d'être enfermée dans un héritage trop lourd, « C'est éprouvant, disait-elle, d'être la fille d'un mythe et d'une femme exceptionnelle », à partir de 2006, Anne-Marie Philipe a rendu hommage à ses parents plusieurs années de suite en montant sur scène pour lire Le Temps d'un soupir, au Théâtre Hébertot où Gérard Philipe joua Caligula en 1947. Apaisée, elle explique simplement qu'elle pense avoir assez grandi pour lire le livre de sa mère et confie[réf. souhaitée] : « Ces mots, j’ai choisi de les lire devant témoins pour qu’ils sachent combien je les aime, combien ils me manquent, combien ils nous manquent ».

## Filmographie
- 1976 : La Vie de Marianne de Pierre Cardinal d'après Marivaux (télévision)
- 1976 : La Maison des autres de Jean-Pierre Marchand d'après Bernard Clavel (tel)
- 1977 : Mazarin de Pierre Cardinal d'après Philippe Erlanger (tel)
- 1979 : Joséphine ou la comédie des ambitions de Robert Mazoyer (tel)
- 1979 : Et la tendresse ?... Bordel ! de Patrick Schulmann (cinéma)
- 1980 : Marie d'après la pièce d'Isaac Babel réal: Bernard Sobel (tel)
- 1981 : Les Avocats du Diable  d'André Cayatte (tel)
- 1982 : Les Princes de Tony Gatlif (cinéma)
- 1982 : Guy de Maupassant de Michel Drach (cinéma)
- 1982 : L'amour s'invente  de Didier Decoin (tel)
- 1984 : La Bavure de Nicolas Ribowski (tel)
- 1984 : Au théâtre ce soir : Un parfum de miel d'Éric Westphal, mise en scène Georges Vitaly, réalisation Pierre Sabbagh, Théâtre Marigny (tel)
- 1985 : Barbe bleue d'Alain Ferrari (tel)
- 1988 : Les Enquêtes du commissaire Maigret, épisode : L'Homme de la rue de Jean Kerchbron (tel)
- 1988 : L'Enfance de l'art de Francis Girod (cinéma)
- 1990 : Samedi, dimanche et lundi (Sabato, domenica e lunedì) de Lina Wertmüller (cinéma)
- 1990 : La Dame de Berlin  de Pierre Boutron (tel)
- 1990 : Maguy épisode "Tajmahal où ?" ("Ségolène Princier") (tel)
- 1991 : La Femme des autres  de Jean Marbœuf  (tel)
- 1991 : Princesse Alexandra  de Denis Amar (tel)
- 1993 : Montparnasse-Pondichéry d'Yves Robert (cinéma)
- 1994 : Délit mineur de Francis Girod (cinéma)
- 1996 : Passage à l'acte de Francis Girod (cinéma)
- 1997 : Marquise de Véra Belmont (cinéma)
- 1998 : Sucre amer de Christian Lara (cinéma)
- 1999 : La Veuve de Saint-Pierre : de Patrice Leconte (cinéma)
- 1999 : Anibal  de Pierre Boutron (tel)
- 1999 : Une affaire de goût de Bernard Rapp (tel)
- 2002 : Drôle de genre de Jean-Michel Carré (tel)
- 2003 : Holy Lola de Bertrand Tavernier (cinéma)
- 2005 : Hell de Bruno Chiche (cinéma)
- 2007 : Survivre avec les loups de Véra Belmont (cinéma)
- 2021 : Eugénie Grandet de Marc Dugain (cinéma)

## Théâtre
- 1975 : Harold et Maud. Théâtre des Célestins (Lyon) puis théâtre d'Orsay. Mise en scène Jean-Louis Barrault
- 1976 : Ruy Blas (La Reine) Châpiteau des Tuileries. Mise en scène Jean-Pierre Bouvier
- 1977 : La Nuit de l'iguane de Tennessee Williams, mise en scène Andréas Voutsinás, Théâtre des Bouffes du Nord
- 1979 : Le Cid de Pierre Corneille, Musée Corneille, Petit-Couronne (l'Infante)
- 1981 L'alouette de Jean Anouilh Théâtre de Paris puis Théâtre de la Madeleine. Mise en scène Mario Franchesch (Jeanne)
- 1982 : Un parfum de miel d'Éric Westphal, mise en scène Georges Vitaly, Théâtre du Lucernaire
- 1986: L'homme prudent de Goldoni, mise en scène Gérard Savoisien
- 1992: La Valse des Toréadors de Jean Anouilh, mise en scène Régis Santon. Carré Silvia Montfort
- 1993: Lundi 8 heures de Jacques Deval, mise en scène Régis Santon. Carré Silvia Montfort
- 1997: 14 février Saint Valentin de Sandra J Albert. Théâtre Mouffetard. Mise en scène Régis Santon
- 2006-2008: Le Temps d'un soupir, adaptation du livre d'Anne Philipe. Petit Hébertot puis tournée en France et en Belgique
- 2015 : Les Liaisons dangereuses, adaptées par Anne-Marie Philipe d'après le scénario de Christopher Hampton, mise en scène Anne-Marie Philipe, Théâtre du Chêne Noir (Avignon) et Festival de Ramatuelle
- 2017 : Pour l'amour de Simone d'après la correspondance de Simone de Beauvoir, mise en scène Anne-Marie Philipe, Théâtre du Lucernaire puis Au Petit Louvre à Avignon et 2018
- 2025: Les Cantiques du Corbeau, mise en scène Bartabas, Fort d'Aubervilliers

## Publications
- Série de 14 albums pour enfants parus chez Gallimard-jeunesse sur son cheval portugais, Danseur, 2003-2008. Pour les enfants de 4 à 12 ans.
- Un livre reprend toutes les aventures de Danseur pour les plus grands. Paru à l'automne 2008 chez Gallimard-jeunesse.
- Correspondance 1946-1978, Georges Perros, Anne et Gérard Philipe, annotations d'Anne-Marie Philipe, préface de Jérôme Garcin, Finitude,  (ISBN 2912667577), 2008
- L’hirondelle du faubourg, livre d’entretiens avec Véra Belmont, Stock,  (ISBN 9782234061866), 2009